# Harry Crews
Harry Eugene Crews (7 de junio de 1935 – 28 de marzo de 2012), conocido como Harry Crews fue un escritor norteamericano, novelista, autor teatral y ensayista. 

## Biografía
Harry Crews nació en 1935, en una pequeña aldea del Condado de Bacon, en Georgia. Su padre, un modesto colono agrícola, murió cuando Harry tenía dos años. Su madre se casó entonces con su cuñado, que resultó ser un alcohólico violento y peligroso. Crews creció en un ambiente bastante mísero y duro, los únicos libros que había en su casa eran la Biblia y un catálogo de venta por correo. Al terminar el instituto se alistó en los marines, durante la guerra de Corea. Al volver del ejército ingresó en la Universidad de la Florida, gracias a la ayuda pública del programa para excombatientes del G.I. Bill (Servicemen's Readjustment Act). Abandonó sus estudios durante año y medio para vagabundear en motocicleta. Posteriormente terminaría sus estudios universitarios.
Contrajo matrimonio dos veces con Sally Ellis, de la que se divorció por segunda vez, tras la muerte de su segundo hijo. Fue profesor de escritura creativa en la Universidad de Florida, siendo uno de sus más destacados alumnos el novelista Michael Connelly. En 1968, publicó su primera novela, The Gospel Singer. En los siguientes ocho años, publicó otras siete novelas, a la vez que escribía guiones y ensayos. En 1978, escribió A Childhood: The Biography of a Place, un libro autobiográfico que está considerado uno de sus mejores obras.

## Obra
Es considerado un escritor controvertido y de culto, que forma parte de la tradición de escritores sureños norteamericanos. En sus libros aparecen violentas historias, desarrolladas en el ambiente rural de sur de Estados Unidos, que reflejaban su vida. Siguió la tradición de Hunter Thompson y Charles Bukowski con quien tenía en común su adicción por el alcohol. No fue publicado en español hasta 2011, pocos meses antes de su muerte.

## Obra publicada
| Año  | Título                                                                  | Publicación                                   | Traducción                           | Publicación                                      | Notas                                    |
| ---- | ----------------------------------------------------------------------- | --------------------------------------------- | ------------------------------------ | ------------------------------------------------ | ---------------------------------------- |
| 1968 | The Gospel Singer                                                       | William Morrow & Company. OCLC 436636         | El cantante de gospel                | 2013. Antonio Machado Libros. ISBN 9788477742111 | Novela                                   |
| 1969 | Naked in Garden Hills                                                   | William Morrow & Company. OCLC 490862609      | Desnudo en Garden Hills              | 2020. Dirty Works. ISBN 9788412112818            | Novela                                   |
| 1970 | This Thing Don't Lead to Heaven                                         | William Morrow & Company. OCLC 86121          |                                      |                                                  | Novela                                   |
| 1971 | Karate is a Thing of the Spirit                                         | William Morrow & Company. OCLC 129169         |                                      |                                                  | Novela                                   |
| 1972 | Car                                                                     | William Morrow & Company. OCLC 222054         | Coche                                | 2018. Dirty Works. ISBN 9788494775017            | Novela                                   |
| 1973 | The Hawk is Dying                                                       | Knopf. ISBN 9780394483054                     |                                      |                                                  | Novela                                   |
| 1974 | The Gypsy's Curse                                                       | Knopf. ISBN 9780394491967                     | La maldición gitana                  | 2017. Dirty Works. ISBN 9788494414176            | Novela                                   |
| 1976 | A Feast of Snakes                                                       | Atheneum Books. ISBN 9780689107290            | Festín de serpientes                 | 2019. Dirty Works. ISBN 9788494775086            | Novela                                   |
| 1978 | A Childhood: The Biography of a Place                                   | Harper & Row. ISBN 9780060109325              |                                      |                                                  | Autobiografía                            |
| 1981 | The Enthusiast                                                          | Palaemon Press. OCLC 7998658                  |                                      |                                                  | Novela                                   |
| 1987 | All We Need of Hell                                                     | Harper & Row. ISBN 9780689107290              | Todo lo que necesitamos del infierno | 2022. Dirty Works. ISBN 9788419288301            | Novela                                   |
| 1988 | The Knockout Artist                                                     | Harper & Row. ISBN 9780689107290              |                                      |                                                  | Novela                                   |
| 1990 | Body                                                                    | Poseidon Press. ISBN 9780671695767            | Cuerpo                               | 2011. Antonio Machado Libros. ISBN 9788477742081 | Novela                                   |
| 1992 | Scar Lover                                                              | Poseidon Press. ISBN 9780671744892            | El amante de las cicatrices          | 2015. Dirty Works. ISBN 9788494414121            | Novela                                   |
| 1993 | Classic Crews: A Harry Crews Reader                                     | Poseidon Press. ISBN 9780671865276            |                                      |                                                  | Recopilación de escritos autobiográficos |
| 1995 | The Gospel Singer & Where Does One Go When There's No Place Left to Go? | Gorse. ISBN 9781899006014                     |                                      |                                                  | Recopilación                             |
| 1995 | The Mulching of America                                                 | Simon & Schuster. ISBN 9780684809342          |                                      |                                                  | Novela                                   |
| 1998 | Celebration                                                             | Simon & Schuster. ISBN 9780684837581          |                                      |                                                  | Novela                                   |
| 2006 | An American Family: The Baby with the Curious Markings                  | Graham, Blood & Guts Press.ISBN 9780940941014 |                                      |                                                  | Novela                                   |